# Jakub Michálek
Jakub Michálek (* 6. února 1989 Louny) je český právník a politik, od října 2017 poslanec Poslanecké sněmovny PČR a předseda Poslaneckého klubu Pirátů, v letech 2012 až 2013 a opět v letech 2016 až 2020 místopředseda České pirátské strany (krátce též úřadující předseda strany), v letech 2014 až 2017 zastupitel hlavního města Prahy.

## Život
Studoval na Gymnáziu Jana Keplera v Praze, na Oundle School ve Velké Británii a na Cranbrook-Kingswood v USA. Během pobytu v USA pracoval na University of Michigan. Vystudoval Právnickou fakultu Univerzity Karlovy a teoretickou fyziku na Matematicko-fyzikální fakultě UK.
Zajímá se o českou operu a ústavní právo. Má vlastní weblog, kde se věnuje především politickým tématům. Jeho bratrancem je herec Mark Kristián Hochman. Jeho přítelkyní je Michaela Krausová, bývalá předsedkyně klubu Pirátů v Zastupitelstvu hlavního města Prahy.

### Činnost v Pirátech
Vedl například projekt PirateLeaks nebo spuštění webu Piráti.cz pro krajské volby v roce 2012. Vedle toho se věnuje právním otázkám, například ve sporu Jakub Michálek versus Ministerstvo financí judikoval Nejvyšší správní soud, že podání prostřednictvím datové schránky nemusí být elektronicky podepsáno. Byl také spoluautorem návrhu na zrušení čl. 2 tzv. Klausovy amnestie, který podala skupina 30 senátorů Senátu Parlamentu České republiky, a kvůli neoprávněnému odpírání informací o přípravě amnestie podal žalobu na prezidenta Václava Klause.
V letech 2010–2011 byl členem předsednictva Internacionály pirátských stran (PPI), v srpnu 2012 byl zvolen prvním místopředsedou České pirátské strany, po odstoupení předsedy Ivana Bartoše byl od června do září 2013 úřadujícím předsedou strany. Sám pak v prosinci 2013 na funkci prvního místopředsedy rezignoval.
V komunálních volbách v roce 2014 byl lídrem kandidátky Pirátů do Zastupitelstva hlavního města Prahy a tím i kandidátem na úřad primátora hlavního města. Nakonec byl ve volbách zvolen zastupitelem hlavního města Prahy. Zároveň se ucházel o kandidaturu do zastupitelstva městské části Praha 8, avšak neuspěl. V září 2016 se stal novým třetím místopředsedou Pirátů. V prosinci 2017 rezignoval na funkci pražského zastupitele z důvodu kumulace funkcí městského zastupitele a poslance.

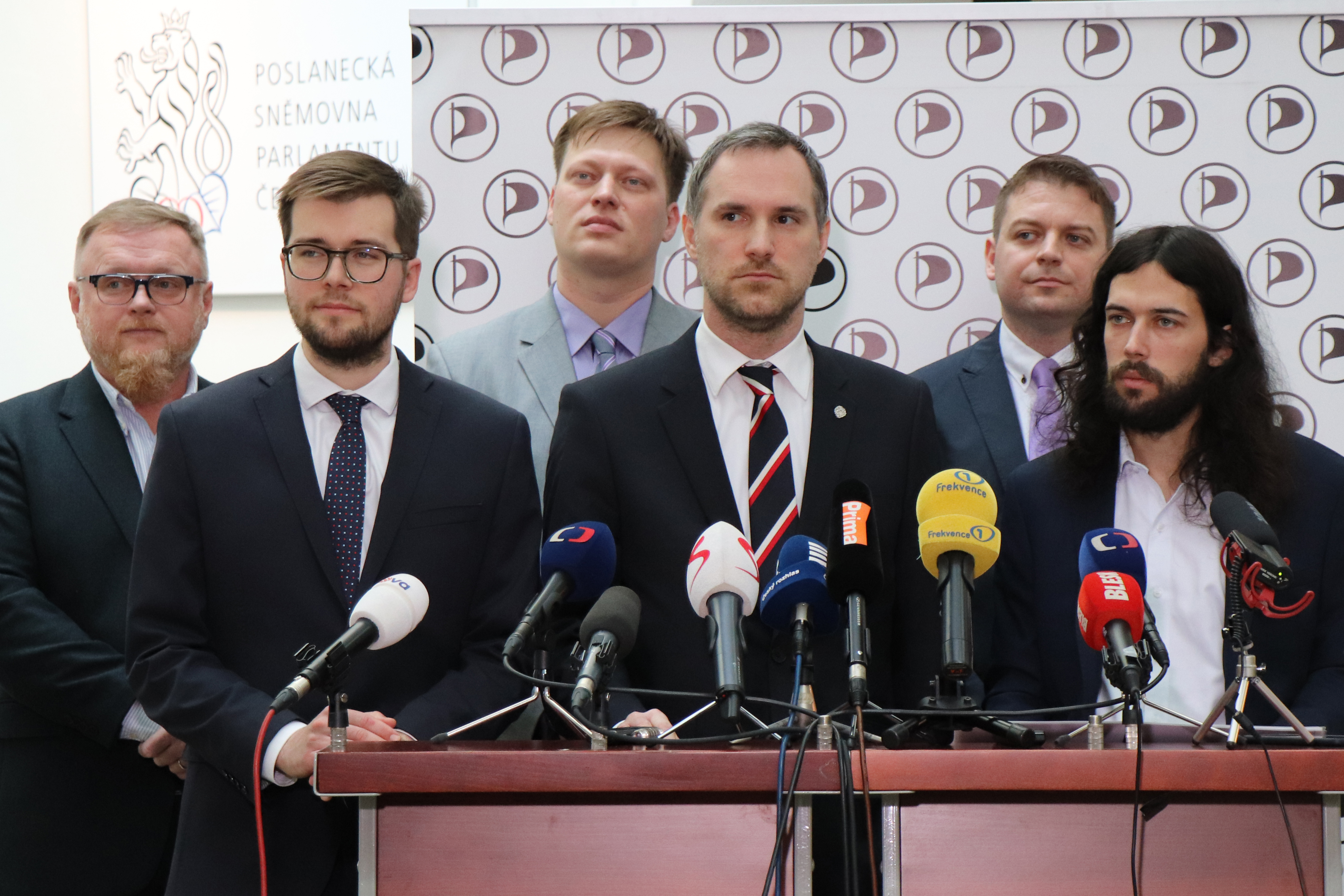
Michálek na tiskové konferenci v únoru 2019 (druhý zleva)

Ve volbách do Poslanecké sněmovny PČR v roce 2017 byl lídrem Pirátů v Praze. Získal 11 641 preferenčních hlasů a byl zvolen poslancem. Dne 22. října 2017 se navíc stal předsedou pirátského poslaneckého klubu. V lednu 2018 obhájil na celostátním fóru strany v Brně funkci místopředsedy Pirátů.
V říjnu 2019 navrhla vedoucí personálního odboru Pirátů Jana Koláříková jeho odvolání z funkce místopředsedy strany kvůli údajně nevhodnému chování ke členům strany. Michálek sám rezignovat odmítl, dle vlastních slov „měl jen vysoké nároky na výkon lidí“. Pro Michálkovo odvolání nakonec hlasovalo 294 členů strany ze 770 členů (tj. 38 %), kteří se rozhodli hlasovat. Místopředsedou tak zůstal. Na protest však rezignoval na funkci místopředsedy strany nově zvolený europoslanec Mikuláš Peksa. Funkci místopředsedy strany zastával Michálek do ledna 2020, kdy proběhlo celostátní fórum v Ostravě, kde již na funkci místopředsedy strany nekandidoval.
V lednu 2020 kritizoval pirátské poslance Evropského parlamentu za netransparentní jednání, protože tají odměny, které jsou vypláceny jejich asistentům. Ti se bránili tím, že jim evropské zákony zveřejňovat odměny asistentů neumožňují.
Ve volbách do Poslanecké sněmovny PČR v roce 2021 kandidoval jako člen Pirátů na 2. místě kandidátky koalice Piráti a Starostové v Praze a byl znovu zvolen poslancem. Následně se znovu stal i předsedou Poslaneckého klubu Pirátů.
V listopadu 2023 byl v on-line hlasování celostátního fóra Pirátů těsnou většinou (353 ku 323) odvolán z republikového výboru strany, tedy širšího stranického vedení. Důvodem hlasování byl Michálkův návrh na změnu organizace strany, která by dala více kompetencí předsednictvu. Michálek následně oznámil, že podá rezignaci i na funkci šéfa sněmovního klubu Pirátů. To se mu rozhodl rozmluvit stranický šéf Ivan Bartoš, který jeho rezignaci odmítl přijmout. Michálek se pak o několik dní později rozhodl v čele poslaneckého klubu zůstat.
Ve sněmovních volbách v roce 2025 kandiduje na posledním 36. místě kandidátní listiny Pirátů v Praze.